# Székely constitutio
A Székely constitutio (más néven: Udvarhelyi constitutio) a székelyek „alkotmánya”.
Az első dátum, amelyhez megszületése köthető: 1505. november 23. A II. (Jagelló) Ulászló király (uralkodott 1490–1516) idejében Bögözi János főkapitány elnökletével Udvarhelyt tartott 2. székely nemzeti gyűlésen összeállított/elfogadott törvénygyűjtemény, mely összefoglalta a székely nemzet hagyományos törvényeit, meghatározta perrendtartását.
Az „Udvarhelyi constitutio” összefoglalja a személyi szabadság tiszteletén, a törvény előtti egyenlőségen és a közösségi egyetértéssel (mai kifejezéssel,  demokratikus úton) hozott törvények uralmán alapuló hagyományos székely jogrendet. Kimondta a személy sérthetetlenségét, mely szerint a székelyt bírói ítélet előtt elfogni nem szabad. Kimondta a a testi büntetés tilalmát a Székelyföldön, helyette pénzbírságot szabott ki. Kimondta a a szabad kereskedés elvét minden székely számára. Az erdélyi vajdák hatalmaskodásának megelőzésére kimondta, hogy a Székelyföldre zsoldos sereget vinni sohase szabadjon. Rögzítette, hogy az Udvarhelyt székelő másodfokú törvényszék látja el az egész Székelyföld pereit. A bíróság 17 választott (4 primor, 13 lófő) bíróból állt. Kimondta a törvények szentségét (azon bíró, ki Isten és ország törvényeitől elhajolva, könyörgés vagy ajándék által megnyeretve, részrehajló lenne, száműzessék, minden ingóságai fölprédáltassanak, ingatlan jószágai elvétessenek, s Székelyföldön soha ne lakhasson. Ekként bűnhődjön még az is, ki maradásában vagy visszajövetelében fáradozna, stb.) Kodifikálta a jogorvoslat lehetőségét: a birtok és tulajdon védelmében a 3 ft értékű pert is fellebbezhetővé tette, egészen a királyig.  
A Székely constitutiót 1555. április 28-án Székelyudvarhelyen a 3. székely nemzeti gyűlés ismételten jóváhagyta, ősi törvényeiket 88 cikkelybe egybegyűjtve magyar nyelven is kiadták (ez egyik legkorábbi jogi témájú nyelvemlékünk). A constitutiót ez alkalommal I (Habsburg) Ferdinánd teljhatalmú vajdái, Dobó István és Kendi Ferenc megerősítették. 
A „Székely constitutio” nem korának jogi szüleménye, hanem az ősi székely jogrend korszerű összefoglalása. Ezért ragaszkodott a végsőkig a székelység a benne megfogalmazott szabadságjogokhoz, és ezért képezhette a jogi alapját a következő évszázadok székely szabadságküzdelmeinek 1562-től egészen 1848-ig.  
A nemzeti jogok és kiváltságok, az emberi és polgári szabadság és méltóság törvényesítésével a constitutio évszázadokkal megelőzte Európa legtöbb országának jogalkotását, ahol a Székely constitutio jogi eszméi csak a felvilágosodás korában váltak általánosan elfogadottá.  